# Glyphostoma pilsbryi
Glyphostoma pilsbryi é uma espécie de gastrópode do gênero Glyphostoma, pertencente a família Conidae.